# Miraj Senior

Miraj Senior était un État princier des Indes, qui se constitua en 1820 sur une partie de la Principauté de Miraj qui venait de se scinder en deux États. Cet État fut dirigé par la branche aînée de la famille princière de Miraj, d'où son nom, et il subsista jusqu'en 1948.  Cette principauté est aujourd'hui intégrée dans l'État du Karnataka.

## Rao de Miraj de 1800 à 1820 (à l'époque de l'unité de la Principauté)
- 1800-1820 Gangadhar Rao Ier

## Liste des raos de Miraj Senior de 1820 à 1948
- 1820-1833 Ganpat Rao Ier
- 1833-1875 Ganpat Rao II
- 1875-1939 Gangadhar Rao II (en)
- 1939-1948 Narayan Rao